# 横山正治
横山 正治（よこやま まさはる、1919年（大正8年）11月8日 - 1941年（昭和16年）12月8日）は、日本の海軍軍人。太平洋戦争劈頭の真珠湾攻撃において特殊潜航艇「甲標的」搭乗員として戦死した九軍神の一人。二階級特進により最終階級は海軍少佐。岩田豊雄（獅子文六）の小説「海軍」及びこれを原作とした映画「海軍」の主人公・谷真人のモデル。

## 略歴・人物

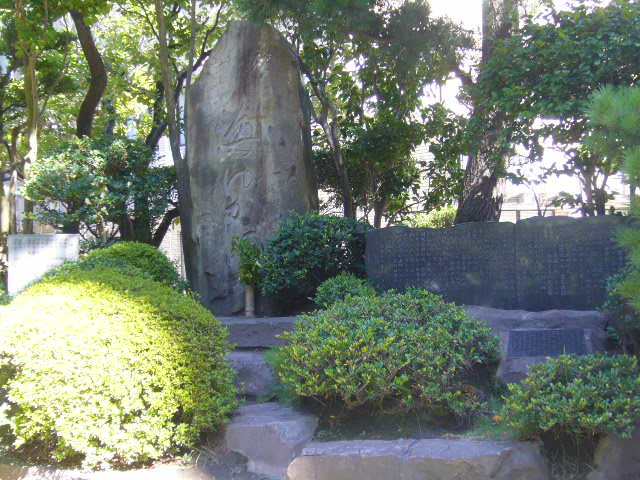
鎮魂碑「海ゆかば」

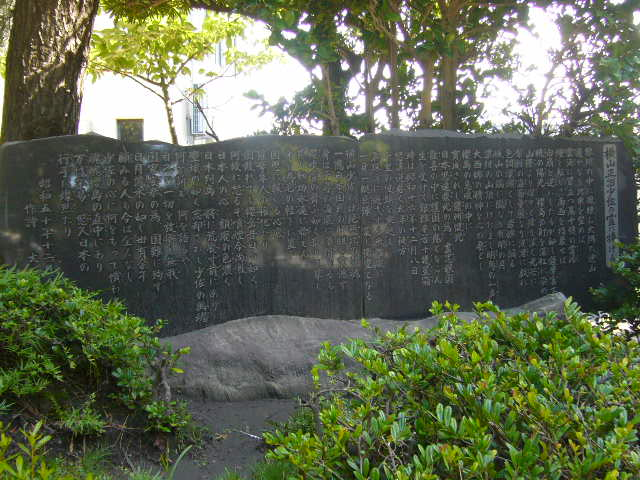
「海ゆかば」歌碑

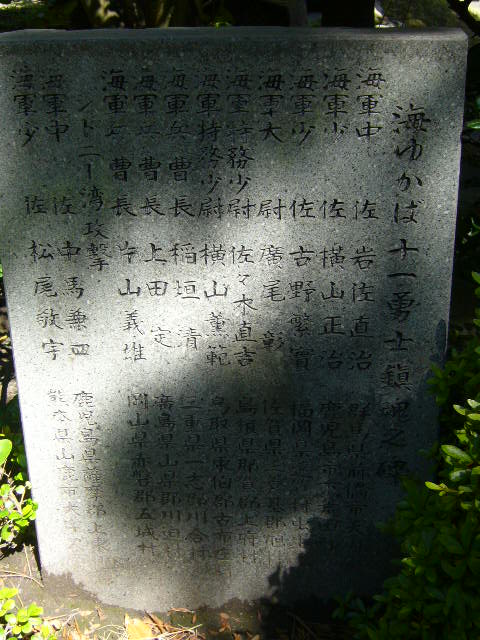
「海ゆかば」殉死者名簿

### 誕生
鹿児島県鹿児島市下荒田町212番地の実家で誕生。実家は米穀荒物商を営み、母は男子8人、女子5人を産み、横山はその11番目に六男として誕生（なお、七男は生後間もなく病死。）。しかしながら父親は横山が8歳のときに他界したため、母親が生計を立てていた。

### 性格・風貌
温雅、勤勉、快活、熱心、謙虚な性格で、負け嫌いかつ粘り強い面もあった。端麗な顔立ちで、幼少の頃より常にニコニコしており、頬がほんのりと赤かったため、同級生からは「リンゴのような顔」と言われ、夏期休暇明けの日焼けした顔は「焼きリンゴ」と冷やかされた。

### 小学時代
数え年8歳で八幡小学校（現在の鹿児島市立八幡小学校）へ入学。理系科目に秀でており、常に学年で5位以内、人望も厚く、小学校卒業までの6年間、副級長を務め、また、進級のたびに『学力体力操行ニツキ審査シ優等賞ヲ與フ』と記された賞状を授与されている。1932年（昭和7年）4月、鹿児島県立第二鹿児島中学校（当時。以下二中、現在の鹿児島県立甲南高等学校）へ入学。

### 二中時代 - 軍人組と校長転任問題 -
4年次の1935年（昭和10年）、軍国主義の世相を反映して設置された、軍関係諸学校志望者のための、二中独自のクラス「軍人組」に編入、海軍兵学校入学試験に合格。一方この年、二中では校長の転任問題が発生した。鹿児島県立第一鹿児島中学校（当時。以下一中、現在の鹿児島県立鶴丸高等学校）の校長が転任のため、後任を二中校長（一中卒）で順繰りに埋めようという県当局の方針であったが、これに関して横山は後日、作文を書いている。「二中は一中より優れているものとのみ思っていた時分に、この転任問題は青天の霹靂の如く我が胸に感じた。続いて県当局はまだ我が二中を認めないのかという憤りが沸き起こった。でも冷静に考えると自分等がまだまだ不十分な点があるのだと思って諦めようとしたが、諦め切れなかった。校長にしてみれば一中は母校であって、人情の常として、人は故郷を慕うが如く、また母校を愛するものだ。自分たちはあくまで、校長の二中留任という初志を貫徹したいが、一中生も“父”を失って気の毒である。」という趣旨で、悲憤慷慨の中にも、校長を失った一中生徒に同情の意を述べていた。

### 海兵時代から真珠湾攻撃まで
1936年（昭和11年）、海軍兵学校に第67期生として入校、1939年（昭和14年）同校卒業、海軍少尉候補生として装甲巡洋艦「磐手」乗組となる。
岩佐直治海軍大尉（戦死後二階級特進で海軍中佐）以下、他の隊員と共に、愛媛県佐田岬半島の瀬戸内海側の漁港・三机にて猛特訓を受けて出撃に備えた。

### 特殊潜航艇による攻撃の状況

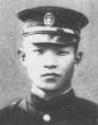
艇附
上田定兵曹長

1941年（昭和16年）11月18日朝、伊号潜水艦5隻（「伊二二」「伊一六」「伊一八」「伊二〇」「伊二四」）に乗組み、呉軍港を出航、瀬戸内海の魚雷実験場にて、5隻それぞれに特殊潜航艇（以下「特潜」 ）を搭載。
（搭乗した「特潜」は、全長24m、直径約2m、魚雷2弾。）
12月6日深夜、5隻が真珠湾より10マイル近辺の位置に待機。
12月8日、太平洋戦争勃発。その緒戦であるハワイの真珠湾攻撃に際し、特別攻撃隊に参加。同日未明、同乗の上田定（かみたさだむ）二等兵曹とともに、二人乗りの「特潜」をもって他の四艇の先頭を切って母潜伊一六を発進、潜望鏡と海図を基に航海し、真珠湾口に到着、岩佐艇はさらに湾内侵入に成功した。
日本海軍航空部隊の爆撃開始とともに、「特潜」による攻撃を開始。岩佐艇は発見され撃沈された。湾口外に脱出してきた軽巡洋艦「セントルイス」へ沖合側から魚雷を発射した（周辺のサンゴ礁に当たり命中せず）潜航艇があり、これが横山艇ではないかともされており、母潜伊16号へわずか二文字の「キラ（有名な「トラトラトラ」の暗号電文の「ト」を打ち間違えたのだろうとされた。）」を電信したとも言われる（伊16号は、この電文をハワイ現地時間18:11に受信している。
湾外に出て来た駆逐艦セントルイスを魚雷攻撃した潜航艇があり、セントルイスや他の駆逐艦も加わって爆雷攻撃を受け、撃沈されているが、その艇がセントルイス攻撃は失敗したものの成功と誤認し「トラトラトラ」を打電したのではないかとし、したがって、これが横山艇ではないかとする説である。
「トラトラトラ」はそもそも航空攻撃部隊が強襲ではなく奇襲攻撃の場合に発する電文で、航空隊が朝の攻撃時に発信した電文が幾つもの小型基地局を経由して転送されて着いたものではないかとする説がある。そのため、これを「トラ、トラ、トラ」ではなく、「セ、セ、セ、セ、セ、セ、セ」のセ連送であったとする説もある。また、他の伊号潜水艦関係者から現地時間21時ころに真珠湾方向で巨大な爆発音を聞いたとの証言が後から出されており、時間が前後するものの、この爆発と電文を横山艇の戦果として結びつける主張もある。これらだけでは横山艇のものとは分かりようがないが、戦後これらを横山艇のものとする日本の研究者は多い（通信を既定周波数で取り合っていた母潜の電信員が、二文字だけの「キラ」通信を自艦発進の横山艇のものとして報告したとされることを、そのまま引継いでいるだけのようである。しかし、実際には通信兵の手記に連絡が取り合えていたような記述はないとする説もある。）。また、紹介者自身が疑問を呈しているが、魚雷を撃ち尽くして3日後の11日まで湾内をウロウロして果てたとする説もあるという。
戦死（享年23）。戦艦「アリゾナ」撃沈は飛行機からの攻撃によるものだったにもかかわらず、日本国内での宣伝では潜航艇の手柄とされた。これをもって海軍中尉から海軍少佐となったが、進級制度が改訂されて初の二段飛びであると同時に、従七位より従六位に叙せられ、また、講道館は横山を柔道二段より飛び越しで柔道四段を贈った。

### その後
時の内閣総理大臣・東條英機は、1942年（昭和17年）3月、軍事施設視察という建前で三井三池炭鉱などを視察、その一環で同月31日には鹿児島入りし、伊敷の第18部隊などを視察した後、横山の自宅を訪問し、母タカに対して労わりの言葉をかけ、霊前に額ずいた。この首相訪問により、「横山少佐は郷土の誇りだ」という気風が盛り上がり、地元の下荒田町内会では「横山少年団」を組織したり、小国民文化協会では「横山少佐に捧ぐ」の題で作文を募集するなどの動きがあった。戦時中は、始終お参りの訪問客が来る、家の前の通行人が家を向いて最敬礼するため、母親は常によそ行きの服を着ていなければならなくなった。
横山と同郷の特殊潜航艇指揮官・中馬兼四大尉（戦死後中佐）は、シドニー湾攻撃に出撃する際、横山の位牌に額ずき出撃していった。
1945年（昭和20年）6月17日、鹿児島大空襲によって横山の生家は被災し、このとき横山の母タカと同居していた末の娘３人（いずれも正治の姉となる）が犠牲となっている。また、六男の正治本人の他、次男が日中戦争開始そうそうに中国戦線で戦傷死、四男が戦後間もない時期にやはり中国戦線で戦病死と伝えられる死に方をしている。
戦後、周囲の態度は豹変した。兄の正蔵は、東京から鹿児島に帰って来てから家の立て直しを図るため役所にタバコ販売の許可を貰いに行くと、係官に「時勢は変わった、昔のごとはいきませんぞ」と何も言わない内にいきなり喧嘩腰でいわれたという。
セントルイスとの交戦艇は米軍では公式に撃沈されたとされ、同艇は1951年に湾口沖の浅瀬で胴が3つに分断された状態で発見され、安全のためにさらに沖合の難破船の捨て場のようになっている場所に運ばれ捨てられたと考えられている（経緯の詳細は現在も不明）。1992年以降のハワイ大学海底研究所(HURL)による深海探査で湾沖の海底で３つに分かれた潜航艇の残骸が順次発見され、当初は戦勝記念にガダルカナル島から持ち帰られたものと見られていたが、2009年に日米合同の調査により真珠湾攻撃艇特有の８の字型魚雷発射管ガードがあることから真珠湾攻撃時の潜航艇であることが確認された。
その他、1960年真珠湾隣のケエヒラグーンで発見され、魚雷未発射のまま、乗組員も居ず、日本に返還された艇があり、さらに、HURLは日本軍航空隊による真珠湾攻撃に先立って駆逐艦ウォードによって撃沈されたとみられる別の潜航艇も2002年に発見している。とくに後者は、歴史家や軍事史家の多くは駆逐艦ウォードによる撃沈を疑っていないが、米軍自体は確認が不十分であったとして、これを公式戦果としては依然として認めていない。そのため、しばしば潜航艇の行方を巡る議論に混乱を引き起こす元となっているが、これらの艇のいずれかが横山艇である可能性が高い。米軍自体はウォードに撃沈された可能性のある艇について公式には認めないままであるが、米国海洋大気庁は今なお海底に沈んだままの二つの艇をともに海洋遺産に指定し、史跡保護の対象としている。

## 遺文・墨痕

### 遺文
「皇国非常の秋に際し　死処を得たる小官の栄誉之に過ぎたるは無し
謹しみて天皇陛下の萬歳を奉唱し奉る
弐十有余年の間　亡き父上　母上様始め家族御一同様の御恩
小学校　中学校の諸先生　並　海軍に於て　御指導を賜りたる
教官　上官　先輩の御高恩に對し喪心より御礼申し上げ候
同乗の上田兵曹の遺族に對しては氣の毒に堪へず
最後に　高恩の萬分の一にも酬いる事なく死する身を深く愧づるものに有之候」

### 墨痕

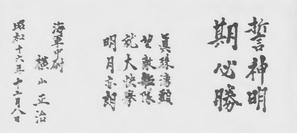
横山少佐の墨痕

- 「誓神明期必勝　真珠湾頭望敵艦隊　就大快挙明日亦朗」

これは、真珠湾での出撃直前に記したもの。
- 「断じて行へば　鬼神も之を避く」

これは呉軍港出航に際し、水交社主催の壮行会にて寄せ書きしたもので、司馬遷の史記にも記されている言葉である。　

## 鎮魂碑「海ゆかば」
鹿児島市天保山町にある天保山公園の奥には、1975年（昭和50年）に建立された「海ゆかば」と書かれた鎮魂碑がある。追悼歌の作詞は大迫亘。

## 年譜
- 1919年（大正8年）11月8日 - 鹿児島県鹿児島市下荒田町に、父・正吉、母タカの6男（11兄弟姉妹）として誕生。
- 1925年（大正14年）4月 - 八幡小学校（現在の鹿児島市立八幡小学校）入学。
- 1932年（昭和7年）4月 - 鹿児島県立第二鹿児島中学校（現在の鹿児島県立甲南高等学校）入学。
- 1935年（昭和10年）11月17日 - 昭和天皇の鹿児島行幸に際し、親閲を拝受、海軍軍人への志を強くする。
- 1936年（昭和11年）1月 - 海軍兵学校入校試験に合格。
- 1936年（昭和11年）3月 - 鹿児島県立第二鹿児島中学校四年修了。
- 1936年（昭和11年）4月 - 海軍兵学校第67期生として入校。
- 1939年（昭和14年）7月25日 - 海軍兵学校卒業、海軍少尉候補生として装甲巡洋艦「磐手」乗組。
- 1939年（昭和14年）12月21日 - 霞ヶ浦海軍航空隊附となる。
- 1940年（昭和15年）1月20日 - 軽巡洋艦「五十鈴」乗組。
- 1940年（昭和15年）5月1日 - 海軍少尉に任ぜられる。
- 1940年（昭和15年）10月15日 - 潜水母艦「長鯨」乗組。
- 1941年（昭和16年）10月15日 - 海軍中尉に任ぜられる。
- 1941年（昭和16年）12月8日 - 真珠湾攻撃に際し、特殊潜航艇「甲標的」に乗組み、戦死。

## 栄典
- 功三級金鵄勲章

## 小説「海軍」・映画「海軍」

### 小説「海軍」
（詳細は海軍 (小説)を参照）
獅子文六が本名の「岩田豊雄」で、横山正治を題材にした小説「海軍」を、朝日新聞に1942年（昭和17年）7月より12月まで連載、同年度の朝日文化賞を受賞した。作中では「谷真人」として登場する。

### 映画「海軍」
映画「海軍」については海軍 (映画)を参照。

#### 「谷真人」を演じた俳優
- 山内明 - 「海軍」（田坂具隆監督、1943年、松竹）
- 北大路欣也 - 「海軍」（村山新治監督、1963年、東映東京）

## 横山正治を演じた俳優
- 金子岳憲 - 「土曜ドラマスペシャル　真珠湾からの帰還〜軍神と捕虜第一号〜」（2011年12月10日放映、NHK）